# Provinz Sechura
Die Provinz Sechura ist eine von acht Provinzen der Region Piura in Nordwest-Peru. Die Provinz hat eine Fläche von 6370,33 km². Beim Zensus 2017 lebten 79.177 Menschen in der Provinz. Im Jahr 1993 lag die Einwohnerzahl bei 42.568, im Jahr 2007 bei 62.319. Die Provinzverwaltung befindet sich in der Stadt Sechura.

## Geographische Lage
Die Provinz Sechura liegt an der Pazifikküste im Südwesten der Region Piura. Sie erstreckt sich über die wüstenhafte Küstenebene (Sechura-Wüste) und weist eine Ausdehnung in SSW-NNO- und in WNW-OSO-Richtung von jeweils etwa 100 km auf. Der Unterlauf des Río Piura sowie der Río Sechura durchfließen das Gebiet Richtung Meer. Im Norden der Provinz liegt der Salzsee Laguna La Niña. Im Westen der Provinz liegt an der Küste das Natur- und Vogelschutzgebiet Zona Reservada Illescas. Der Nordwesten der Provinz liegt an der Bucht Bahía de Sechura. Die Fernstraße Panamericana (Nationalstraße 1N) von Piura nach Chiclayo verläuft in Nord-Süd-Richtung durch die Provinz.
Die Provinz Sechura grenzt im Norden an die Provinzen Paita und Piura sowie im Südosten an die Provinz Lambayeque (Region Lambayeque).

## Verwaltungsgliederung
Die Provinz Sechura gliedert sich in sechs Distrikte (Distritos). Der Distrikt Sechura ist Sitz der Provinzverwaltung.
| Distrikt               | Verwaltungssitz |
| ---------------------- | --------------- |
| Bellavista de la Unión | Bellavista      |
| Bernal                 | Bernal          |
| Cristo Nos Valga       | San Cristo      |
| Rinconada Llícuar      | Dos Pueblos     |
| Sechura                | Sechura         |
| Vice                   | Vice            |